# 雷吉·普里德莫尔
雷吉·普里德莫尔（英語：Reggie Pridmore，1886年4月29日—1918年3月13日），英国前男子曲棍球运动员。他曾代表英国国家队参加1908年夏季奥林匹克运动会曲棍球比赛，获得一枚金牌。